# ダパング
ダパング(Dapaong)は、トーゴの都市。人口は117,675人（2022年国勢調査）。トーゴ北部に位置し、サバナ州およびトネ県の政庁所在地である。主要都市としてはトーゴ最北に位置し、ブルキナファソとの国境に近い。首都ロメからは638km北に位置する。市場町であり、小さな博物館が存在する。